# Alexander Melentjewitsch Wolkow

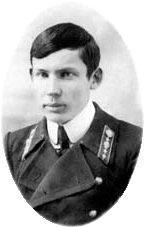
Alexander Melentjewitsch Wolkow
(etwa 1914)

Alexander Melentjewitsch Wolkow (russisch Александр Мелентьевич Волков, wiss. Transliteration Aleksandr Melent'evič Volkov; * 2. Junijul. / 14. Juni 1891greg. in Ust-Kamenogorsk; † 3. Juli 1977 in Moskau) war ein russischer Schriftsteller. Große Popularität erlangte er mit seinem Kinderbuch Der Zauberer der Smaragdenstadt und den folgenden Bänden der Zauberland-Reihe (auch Wunderland-Reihe genannt).

## Leben
Der im Osten des heutigen Kasachstan geborene Wolkow beschäftigte sich schon als Jugendlicher intensiv mit Literatur. Sein Vater, ein pensionierter Feldwebel, hatte bereits dem vierjährigen Alexander das Lesen beigebracht. Auf Grund seiner guten Lesekenntnisse wurde er zwei Jahre später direkt in die 2. Klasse eingeschult. Er beendete die Grundschule mit zwölf Jahren als bester Schüler seines Jahrgangs und legte dann auf dem Gymnasium sein Examen ab. Von 1907 bis 1910 studierte er Mathematik am Staatlichen Pädagogischen Institut in Tomsk. Danach arbeitete er als Lehrer, zunächst in Kolywan im Altai und dann in Ust-Kamenogorsk an seiner ehemaligen Schule. In den 1920er Jahren zog er zunächst nach Jaroslawl, war dort Schuldirektor und wurde 1929 in Moskau stellvertretender Leiter der Arbeiterfakultät. Nach einem siebenmonatigen Kurs der Mathematik an der Universität Moskau arbeitete er von 1933 bis 1953 als Lehrbeauftragter und später als Dozent am Lehrstuhl für Höhere Mathematik am Staatlichen Institut für Buntmetalle und Gold.
Ab 1917 veröffentlichte er erste literarische Arbeiten. In den 1930er Jahren begann er mit dem Erlernen der englischen Sprache und übersetzte auch erste Werke ins Russische. Dabei wollte er auch die Geschichte Der Zauberer von Oz des Schriftstellers Lyman Frank Baum übersetzen. Die Übersetzung sollte seine schriftstellerische Arbeit nachhaltig beeinflussen. Während des Übersetzens fügte Wolkow nach und nach verschiedene Elemente hinzu. Schließlich nahm er komplette Änderungen an den Personennamen und Begebenheiten vor und schuf damit ein eigenständiges Buch: Der Zauberer der Smaragdenstadt. Das Werk wurde 1939 erstmals in der Sowjetunion veröffentlicht. 1959 wurde das Buch in einer überarbeiteten Fassung und mit den Zeichnungen von Leonid Wladimirski versehen neu herausgegeben. In den Folgejahren wurde das Kinderbuch in den Staaten des Ostblocks und vor allem in deutscher Sprache für die DDR wiederholt neu aufgelegt. Nach dem großen Erfolg des ersten Bandes verfasste Wolkow ab 1963 fünf weitere Bücher, welche die Geschichte des Zauberlandes weitererzählen.

## Werke

### Zauberland-Reihe
Der Zauberer der Smaragdenstadt, das erste Buch der Smaragdenstadt-Bücher, ist noch sehr stark Baums Buch Der Zauberer von Oz nachempfunden. Die Folgebücher behandeln stets Konflikte zwischen oder mit den Völkern des Zauberlandes und propagieren dabei egalitär-humanistische Moralvorstellungen.
Der letzte Teil nimmt mit der Ankunft von Außerirdischen auf spielerische Weise sogar Science-Fiction-Elemente auf. Zur Beliebtheit der Bücher haben auch die Illustrationen des Grafikers Leonid Wladimirski beigetragen.
- Der Zauberer der Smaragdenstadt (Волшебник Изумрудного города; 1939, überarbeitet 1959)
- Der schlaue Urfin und seine Holzsoldaten (Урфин Джюс и его деревянные солдаты; 1963)
- Die sieben unterirdischen Könige (Семь подземных королей; 1964)
- Der Feuergott der Marranen (Огненный бог Марранов; 1968)
- Der gelbe Nebel (Жёлтый Туман; 1970)
- Das Geheimnis des verlassenen Schlosses (Тайна заброшенного замка; 1976, 1982)

Seit 1993 wurde die Reihe von anderen Autoren fortgesetzt, darunter Klaus Möckel und Aljonna Möckel (unter dem Pseudonym Nikolai Bachnow).
Die sechs Originalbücher von Wolkow wurden zwischen 2006 und 2011 von Katharina Thalbach eingesprochen und als Hörbücher veröffentlicht.

### Weitere Werke (nur in russischer Sprache)
- Zwei Brüder (1950)
- Die Baumeister (1954)
- Reise ins dritte Jahrtausend (1963)
- zahlreiche Übersetzungen (z. B. Werke von Jules Verne)

## Hörfunk
- Thomas Gaevert: „Wege nach Oz“, Hörfunkfeature über Lyman Frank Baum, Alexander Wolkow und Leonid Wladimirsky, Produktion: Südwestrundfunk (55 Min.), Erstsendung: 21. Juni 2009 auf SWR 2